# Autoserica kundelungu
Autoserica kundelungu är en skalbaggsart som beskrevs av Louis Burgeon 1942. Autoserica kundelungu ingår i släktet Autoserica och familjen Melolonthidae. Inga underarter finns listade.